# Chrysosoma impunctatum
Chrysosoma impunctatum är en tvåvingeart som beskrevs av Octave Parent 1934. Chrysosoma impunctatum ingår i släktet Chrysosoma och familjen styltflugor. Inga underarter finns listade i Catalogue of Life.